# Geschichte der Philister
Als Geschichte der Philister bezeichnet man die Geschichte des Volks der Philister, das an der südlichen Küste des historischen Palästina lebte. Besonders bekannt sind sie aus der Bibel als Erzfeind des benachbarten Volks Israel.
Charakteristisch ist für sie zweierlei: Ihre Kultur war schon zu Beginn ihrer Geschichte im 12. Jhd. v. Chr. um wenige und für die Region ungewöhnlich große Handelsstädte konzentriert. Das änderte sich im Wesentlichen erst mit der Christianisierung oder der Islamischen Eroberung im 5.–7. Jhd. n. Chr. Zweitens: Wie ihre Nachbarvölker waren sie in dieser umkämpften Region dem Schicksal unterworfen, dass ihr Siedlungsgebiet über Jahrhunderte ohne große Unterbrechungen von den Händen des einen Großreichs in die des nächsten überging. Dabei zeigt ihre Kultur eine ungewöhnlich große Anpassungsfähigkeit, die sich besonders an ihrer Religion ablesen lässt: Beinahe nach jeder Eroberung durch ein neues Großreich wandelte sich auch ihre Glaube.
Abgesehen hiervon ist Vieles an ihrer Geschichte unsicher und in der Forschung umstritten: Weil die Philister selbst nur sehr wenige Schriftquellen hinterlassen haben, muss ihre Geschichte mithilfe der Interpretation archäologischer Ausgrabungsfunde und der kritischen Lektüre vereinzelter Auskünfte in den Schriftquellen anderer Völker rekonstruiert werden.
Umstritten ist unter anderem, ob ab dem 6. Jhd. überhaupt noch große Zahlen an Philistern in ihrem Kerngebiet gelebt haben. Unter Umständen ist daher die Geschichte der Philister ab diesem Zeitpunkt nur noch Regionalgeschichte des einstigen Siedlungsgebiets der Philister, das man „Philistäa“ nennt.

## Kerngebiet, Herkunft und Ankunft

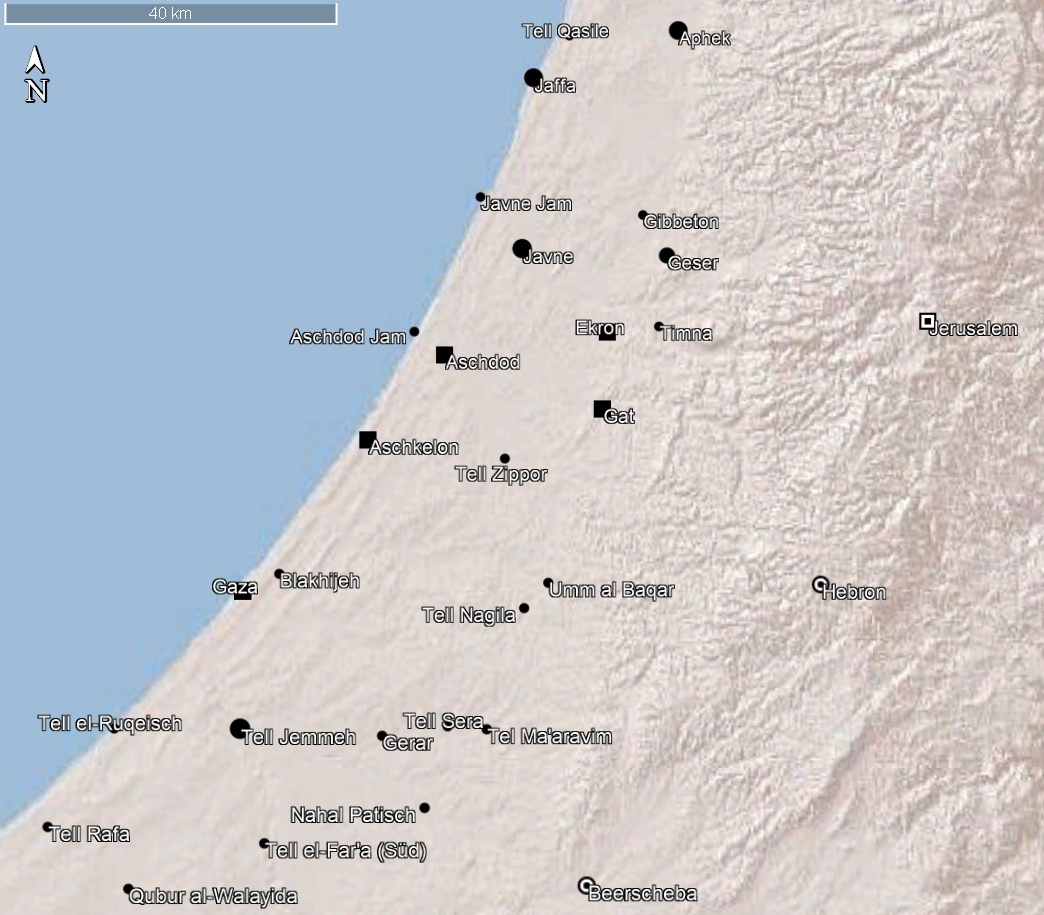
Kerngebiet der Philister

Das Kerngebiet der Philister war die südwestliche Küste des historischen Palästina. Auch von zwei anderen Gebieten im Jesreeltal und im Jordantal Palästinas und im heutigen Libanon und Syrien nimmt man heute oft an, dass dort einmal Philister gelebt hatten. Da unter diesen beiden das erste aber bald zum von Israeliten und Aramäern umkämpften Gebiet wurde und das zweite in die neo-hethitischen Staaten zerfiel, ist die Geschichte der Philister im Wesentlichen die Geschichte ihres Kerngebiets, das man „Philistäa“ nennt.
Wegen ägyptischer Schriftquellen glaubt man heute i. d. R., dass die Philister nicht ursprünglich aus Palästina stammen, sondern zu den Seevölkern gehörten. Ihre genaue Herkunft jedoch ist wie bei den meisten Seevölkern sehr strittig. Heute beschränkt man sich daher meist darauf, sie wegen deutlicher keramischer Parallelen sehr grob in den mykenischen Kulturkreis zu verorten.
Ab dem 14. Jhd. lassen sich vereinzelte und sehr unterschiedliche Indizien für die Präsenz von Seevölkern in mehreren Gegenden in und um Palästina feststellen: Die Amarna-Briefe bezeugen für das 14. Jhd. das Seevolk der Dananu irgendwo in Palästina und die Verehrung des philistäischen Hauptgotts Dagān in der späteren Philisterstadt Aschkelon. Philisterkeramik lässt sich ab dem 13. Jhd. in der späteren Philisterstadt Gat nachweisen; in Tell el-Farā (Süd) und Deir al-Balah in der Philistäa und in Bet Scheʾan und Tell es-Sa'idiyeh in der Jesreelebene und im Jordangraben wurden Philistergräber gefunden, die aus dem 13./frühen 12. Jhd. zu stammen scheinen. Im 12. Jhd. trägt ein großes Gebiet im heutigen Syrien und Libanon bereits den Namen „Palastin“. Deutlich nachweisbar sind große Mengen an typisch philistäischer Kultur in ihrem Kerngebiet aber erst im 12. Jhd. Darüber, wie ihre Migration nach Palästina und Ethnogenese in Palästina ablief, wird daher aktuell intensiv geforscht; ein Konsens hat sich aber noch nicht herausgebildet.

## Ausbreitung im 12.–11.Jhd.
In der Philistäa herrschten ortsweise bis ins 12. Jhd. die Ägypter über die Kanaanäer. Ausgrabungen legen nahe, dass Philister nie gleichzeitig mit Ägyptern im selben Ort wohnten; stets folgt eine philistäische Phase auf eine ägyptische. Ob die Philister die Ägypter besiegt und von dort vertrieben haben, oder ob zunächst die Ägypter sich aus anderen Gründen von dort zurückzogen und die Philister nur die Gunst der Stunde nutzten und sich in den politisch frei gewordenen Regionen ansiedelten, ist unsicher. Neuerdings wird in der Forschung zunehmend betont, dass es in vielen philistäischen Orten keine klaren Anzeichen für gewaltsame Auseinandersetzungen in der vor-philistäischen Phase gibt, was für die zweite Option sprechen würde. In Aphek, Jaffa, Aschdod, Geser und Tell Sera lassen sich allerdings doch Auseinandersetzungen archäologisch nachweisen. Es ist daher und wegen der vereinzelten Indizien für eine frühe Präsenz von Seevölkern (s. o.) wahrscheinlich, dass die verschiedenen Orte unterschiedliche Ansiedlungs-Geschichten hatten, die sich insgesamt in einem komplexen und mehrere Dekaden dauernden Ansiedlungsprozess abgespielt haben.
Zu diesen Ansiedlungsgeschichten scheint es regelmäßig gehört zu haben, dass die Philister sich gemeinsam mit Kanaanäern in den einzelnen Orten niederließen. Wie Ausgrabungen zeigen, entwickelten sich im Süden Palästinas die Küste und die Schefela (zwischen Küste und judäischem Bergland) so, dass immer mehr in Küstennähe gelegene Ortschaften immer größer und „immer philistäischer“ wurden, während gleichzeitig in der Schefela rasant Ortschaften aufgegeben wurden. Auch wurden in jedem philistäischen Ort immer auch nicht nur typisch philistäische Häuser, sondern auch kanaanäische Häuser gebaut und immer auch nicht nur typisch philistäische Keramik, sondern auch kanaanäische Keramik verwendet. Beides zusammen wird so gedeutet, dass die Philistäer eine Politik des Synoikismos praktizierten, bei der die kanaanäischen Bewohner der kleineren Orte in der Küstenregion und der Schefela dazu angeregt wurden, in die philistäischen Großstädte in spe zu ziehen, die dann zu „city-villages“ ohne Dörfer im Umland ausgebaut wurden, weil untypischerweise für Palästina beinahe die gesamte ländliche Bevölkerung in die Großstädte integriert war.
Charakteristisch für diese philistäischen Stadtstaaten Aschdod, Aschkelon, Ekron, Gat und Gaza war es daher, dass sie durchschnittlich weit größer waren als die Städte der benachbarten Völker: In der frühen Eisenzeit (12.–10. Jhd.) maßen etwa Ekron und Gat jeweils über 20 ha; dagegen belief sich die gesamte besiedelte Fläche im judäischen Bergland (ohne Jerusalem) auf 30 ha. Das Siedlungsgebiet der Kanaanäer in der Schefela war sogar noch kleiner.
Diese Großstädte waren Handelsstädte, von denen aus sich Handelsnetzwerke bis nach Ägypten und Arabien spannen: Die Philister verarbeiteten und verschifften Eisen und Kupfer, das von wieder anderen benachbarten Völkern importiert wurde. In Aschdod wurde Philisterkeramik produziert, in Gat befand sich ein Verarbeitungszentrum für Textilien (s. näher Philister/Ökonomie und Haushalt).
Wegen der schieren Größe des philistäischen Siedlungsgebiets und der einzelnen philistäischen Städte ist es wahrscheinlich, dass vom 12.–10. Jhd. v. Chr. die Philister die hegemoniale Macht in Südpalästina waren. Dass die frühen israelitischen Könige Saul, David und Salomo im 11. und frühen 10. Jhd. wirklich wiederholt große Siege über die Philister erringen konnten, wie es die Bibel berichtet (z. B. 1 Sam 14,52 ; 1 Sam 18,6–7 ; 1 Kön 5,1 ), ist allein schon aus diesem Grund sehr zweifelhaft (s. zur historischen Einordnung auch jeweils die Seiten Saul, David und Salomo).

## Niedergang vom 10.–8.Jahrhundert: Philister, Ägypter und Aramäer
Ab dem 10. Jhd. hatten die Philister dennoch drei Niederlagen zu erleiden, die sich auch archäologisch nachweisen lassen: Im frühen 10. Jhd. scheinen im Norden der Philistäa die Orte Geser und kurzzeitig auch Timna unter die Kontrolle der Bewohner der Schefela gekommen zu sein, während Ekron aus noch unbekannten Gründen von 24 ha auf 4 ha zusammenschrumpfte und sich erst im 7. Jhd. wieder erholte.
Mitte oder Ende desselben Jahrhunderts fiel Pharao Scheschonq I. in Palästina ein; ägyptische Inschriften berichten von einem Sieg mindestens über die südlichen Orte Rafah und Gaza sowie der Orte im Jesreeltal. Was das für diese Städte genau hieß, ist archäologisch nicht immer klar: Bet Scheʾan etwa wurde wahrscheinlich zerstört, Megiddo dagegen nicht. Gaza und Rafah wurden noch nicht ausgegraben, so dass die Auswirkungen auf den Süden noch unbekannt sind. In den Jahren nach Scheschonq hatte sich aber jedenfalls die Zahl der Siedlungen um Gaza von 15 auf sieben reduziert.
Mitte des 9. Jahrhunderts kam dann auch noch vom Norden her der aramäische König Hasael unter anderem über die Philister und eroberte das große Gat. Auch nach dieser Eroberung soll es laut den Ausgräbern aber noch über 20 ha groß gewesen sein.
Nach diesen drei Attacken waren die Philister gewiss militärisch schwächer als zuvor. Wenn daher der Bibelvers 2 Chr 26,6  davon berichtet, dass der judäische König Asarja Anfang oder Mitte des 8. Jhds. Aschdod, Gat und Javne erobert („ihre Mauern niedergerissen“) habe, ist das immerhin historisch plausibler als die Berichte über seine Vorgänger. Gegen die Historizität des Verses spricht aber schon, dass Javne im 8. Jhd. keine Mauer hatte und wahrscheinlich auch kaum bewohnt war. Sollte die Interpretation des Ausgrabungsleiters Aren Maeir richtig sein, wäre auch Gat zu dieser Zeit unbewohnt gewesen und Asarja hätte die Mauern einer Geisterstadt niedergerissen. Aber Maeirs Interpretation ist umstritten, ebenso wie die von Mosche Dothan, dem Ausgrabungsleiter von Aschdod, der glaubt, seine Ausgrabungsfunde bestätigten 2 Chr 26,6.
Die Philister sollen daraufhin ihrerseits spätestens 734 v. Chr., zur Zeit der Regentschaft von Ahas, in Juda eingefallen und einen Gutteil der Schefela erobert haben (2 Chr 28,18 : „[Sie] eroberten Bet Schemesch, Ajalon und Gederot [=Tell Goded?], außerdem Socoh mit den zugehörigen Ortschaften, Timna mit den zugehörigen Ortschaften und Gimzo mit den zugehörigen Ortschaften. Dort wohnten sie.“) Bet Schemesch, Timna und Tell Goded sind aber ausweißlich der ausgegrabenen Keramik im späten 8. Jhd. sogar judäische Verwaltungszentren. Sehr wahrscheinlich sind daher beide Verse nicht als „Historie“ zu verstehen, sondern als Ausdruck der üblichen Theologie der Chronik-Bücher: Sündige Könige wie Ahas werden von Gott mit militärischen Niederlagen bestraft, fromme Könige wie Asarja dagegen mit militärischen Erfolgen belohnt.

## Erneuter Aufstieg im 8.–7.Jahrhundert: Philister und Assyrer
Die Philister erlitten im 8. Jhd. dennoch zunächst noch weitere Niederlagen: Weit im Nordosten Israels war im Laufe der Zeit das Reich der Assyrer erstarkt und hatte von 743 v. Chr. an das heutige Syrien inklusive Aram (Damaskus) und außerdem Phönizien und Israel zu tributpflichtigen Vasallen gemacht. Wenig später, um 734 v. Chr., unterwarf der assyrische König Tukulti-apil-Ešarra III. auch mindestens Juda und Gaza, wahrscheinlich aber alle fünf großen Städte der Philistäa: Assyrische Quellen bezeugen, dass u. a. auch die philistäischen Städte Aschdod und Gat Ende des 8. Jhds. den Assyrern tributpflichtig waren.

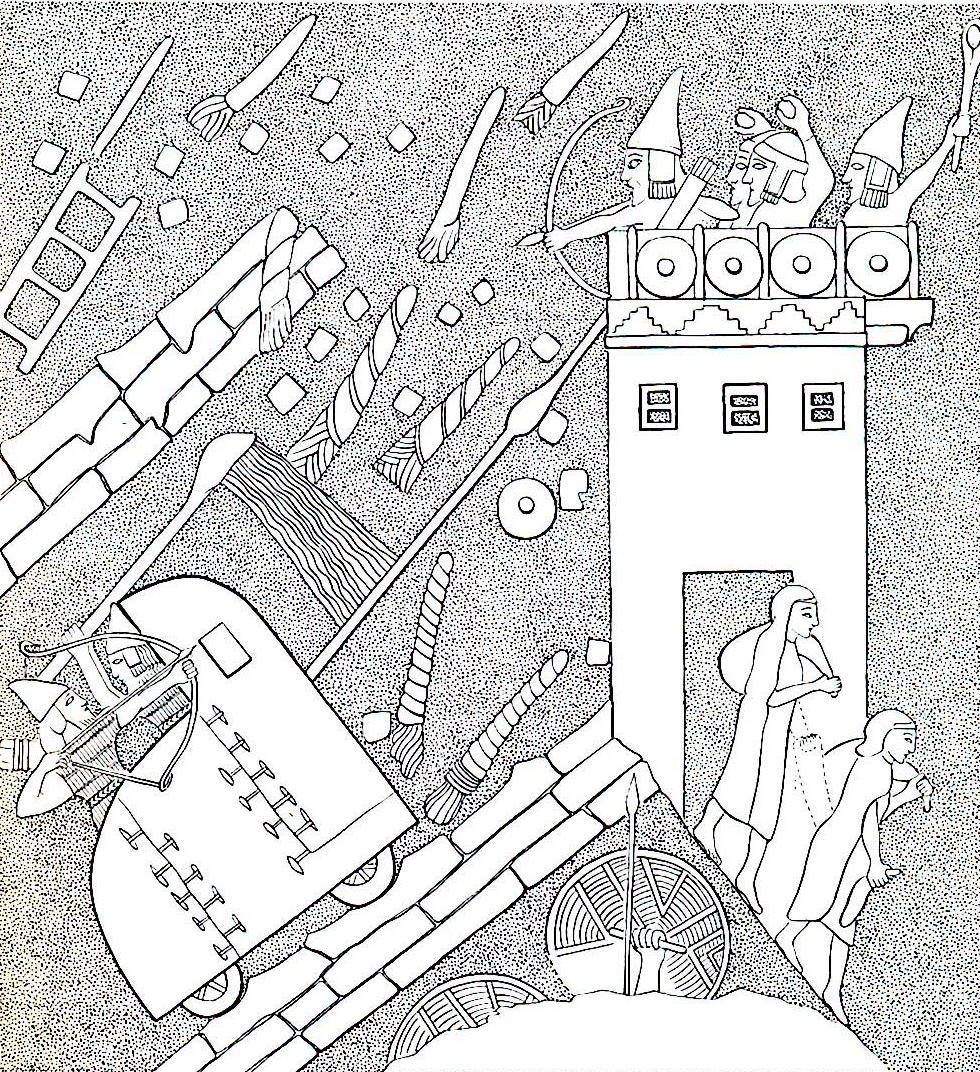
Assyrische Eroberung der Stadt Lachisch (Lachisch-Relief)

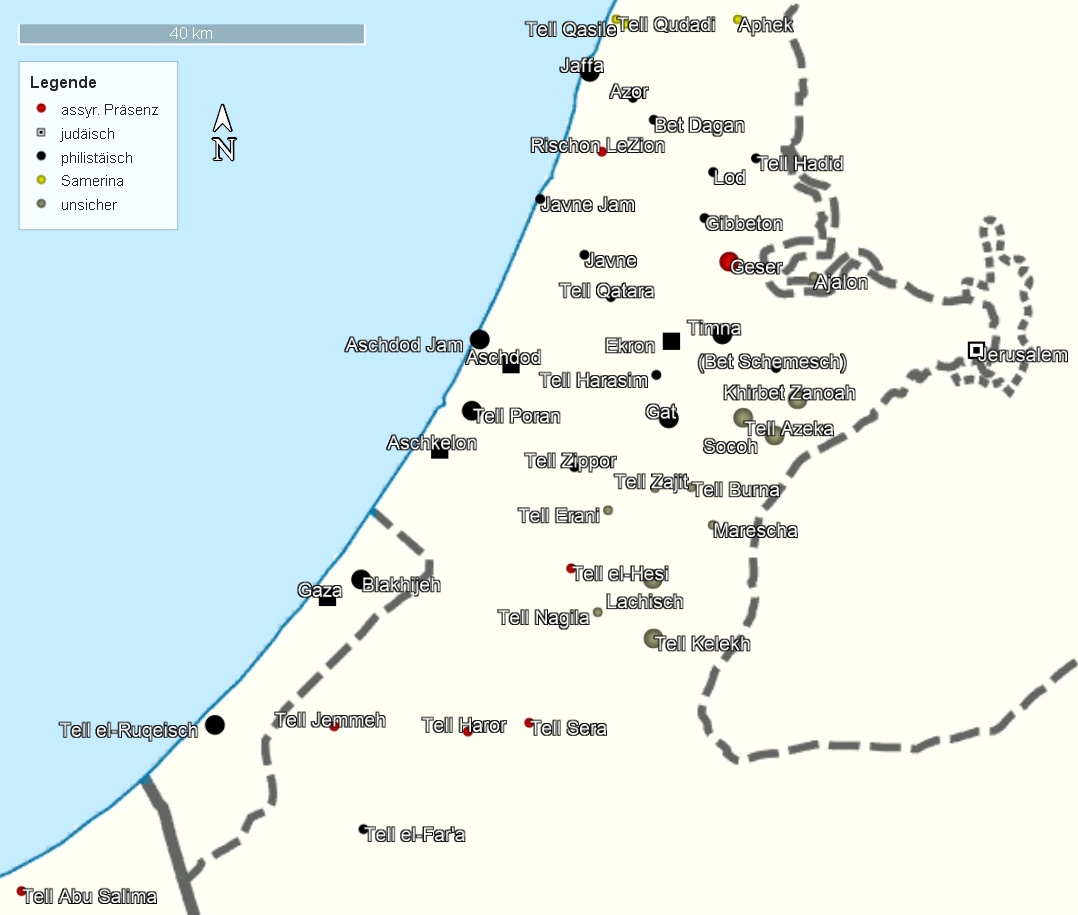
Philistäa zur Assyrerzeit

Offenbar spaltete sich daraufhin die Gesellschaft der Philister in eine proassyrische und eine antiassyrische Partei; vor allem für die frühe Zeit sind in assyrischen Quellen mehrere Putsche belegt und im Syrisch-Ephraimitischen Krieg agierten diese beiden Parteien sehr unterschiedlich. Erstaunlich ist, dass schon früh der proassyrische Aschkeloner König Rukibtu seinem Sohn sogar einen assyrischen Namen gab: „Scharruludari“.
Insgesamt brachte diese Eroberung aber einen gesellschaftlichen und wirtschaftlichen Aufschwung für die Philister mit sich: Während die judäische Schefela-Ebene massiv entvölkert wurde, wuchs Ekron wieder von vier auf gut 34 ha an, um Gat entstanden neue Siedlungen mit insgesamt knapp 27 ha Siedlungsfläche; in der Gaza-Region wurden mit Tell er-Ruqeish und Blakhijeh zwei 10 ha-Städte neu errichtet; auch dehnten die Assyrer das Gebiet der Philistäa mit Tell Abu Salima noch weiter nach Südwesten und wahrscheinlich mit Tell Hadid noch weiter nach Nordosten aus. In diesem Zuge wurden Ekron zu einem Zentrum für Olivenölproduktion und Textilindustrie entwickelt, Aschkelon zu einem Zentrum für Weinherstellung. Viele der kleineren Orte in der Umgebung waren an ihre Industrie angebunden; die Region für Olivenölindustrie etwa scheint sich bis hinauf nach Tell Hadid erstreckt zu haben.
Auch sonst wurde die Region massiv umstrukturiert. Aphek, Tell Qasile und Tell Qudadi wurden politisch nun zur assyrischen Provinz Samerina hinzugefügt. Am stärksten aber wurde das judäische Gebiet umgebaut:
Was Hiskija, den Juden, angeht, der sich meinem Joch nicht unterwarf: 46 seiner starken, ummauerten Städte und die unzähligen Orte in ihrer Umgebung nahm ich ein, plünderte ich und betrachtete sie als Kriegsbeute. (…) Die Städte, die ich geplündert hatte, trennte ich von seinem Reich ab und gab sie den Königen von Aschdod, Aschkelon, Ekron und Gaza – ich verkleinerte sein Land.
Sîn-aḫḫe-eriba: Stier-Inschrift 27–30
Welche judäischen Städte dabei dem philistäischen Gebiet hinzugefügt wurden, ist umstritten. Relativ sicher ist nur, dass Timna und das Gebiet des zerstörten Bet Schemesch dazugehörten. Die meisten denken an die Schefela. Die starke Entvölkerung dieser Region macht dies in der Tat wahrscheinlich. Allein Lachisch, Azeka und überraschenderweise Timna könnten später wieder unter judäische Kontrolle gekommen sein, was sich in der Bibel noch an Jer 34,7  ablesen lässt. Die auf der Karte grau markierten Orte würden demnach die längste Zeit des 7. Jhds. politisch alle zur Philistäa gehören. Daneben werden in der Forschung aber auch Extrem-Positionen vertreten. Noch Donner etwa glaubt mit älteren Historikern, die Rede sei von ganz Juda außer dem zum Stadtstaat reduzierten Jerusalem, für Dever dagegen gehören selbst noch Timna, Geser und Bet Schemesch zu Juda.
Der massive Gebietsgewinn der Philister hieß allerdings gleichzeitig auch, dass die philistäisch-kanaanäische Region nunmehr „philistäisch-kanaanäisch-assyrisch“ war. Verstärkte assyrische Präsenz lässt sich besonders in den auf der Karte rot markierten Orten feststellen.

## Erneuter Niedergang im 7./6.Jhd.: Philister, Ägypter und Babylonier

### Philister und Ägypter
Nachdem sich die Assyrer im späten 7. Jhd. aus der Region zurückgezogen hatten, kam die Philistäa für wenige Jahrzehnte unter den Einfluss der Ägypter. Dies immerhin ist sicher; wie genau dieser Einfluss aussah, ist aber nicht sehr klar. Meist nimmt man an, die Ägypter hätten gemeinsam mit den mit ihnen verbündeten Griechen die Philistäa erobert, da Herodot berichtet, Pharao Psammetich I. habe Aschdod 29 Jahre lang belagert und dann zerstört und auch Gaza („Kadytis“) besiegt. Aber Herodot ist historisch nicht sehr zuverlässig; die folgende Information etwa, kurz darauf seien die Skythen in Palästina eingefallen, hält man heute sehr einheitlich für falsch; eine Zerstörung von Aschdod lässt sich auch archäologisch nicht nachweisen und babylonischen Schriftquellen lässt sich entnehmen, dass zur bald auf die „Ägypterzeit“ folgenden „Babylonierzeit“ gerade die Könige von Aschdod und Gaza babylonische Vasallenkönige waren und es auch zur Ägypterzeit noch einen Aschkeloner König gegeben haben muss.

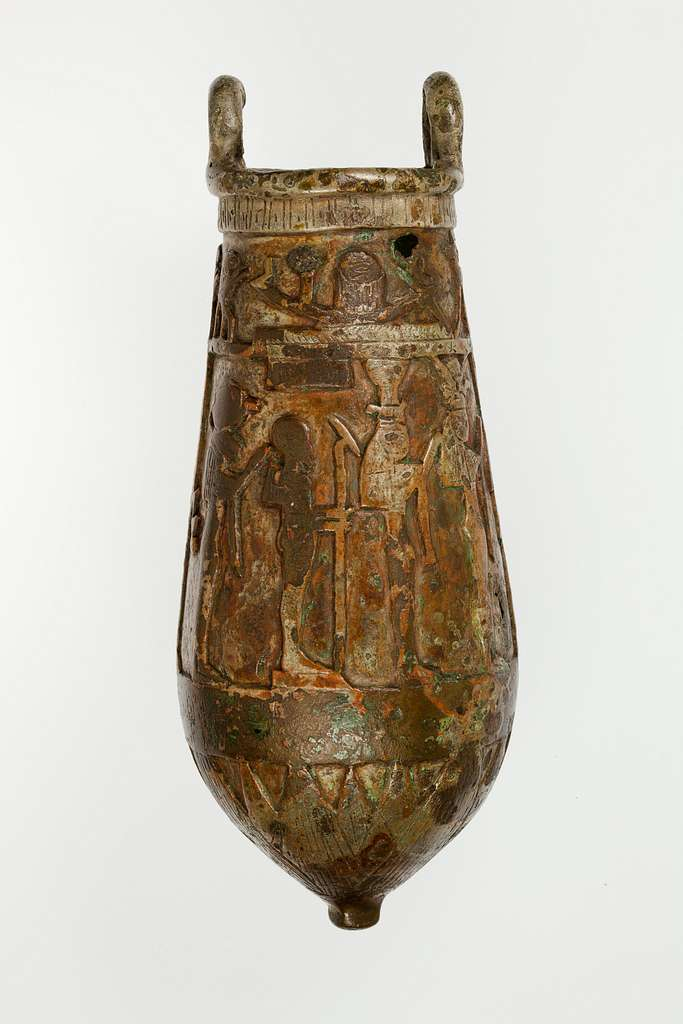
Ägyptisches kultisches Gefäß (Ägypten). Mehrfach z. B. in der Winzerei von Aschkelon gefunden.

Zwei Indizien sprechen dennoch stark dafür, dass die Philistäa wirklich unter die Kontrolle von Ägyptern gekommen ist: Erstens der „Adon-Papyrus“, in dem der König von Ekron den ägyptischen Pharao anfleht, ihnen gegen die anrückenden Babylonier beizustehen:

„An Pharao, den Herrn der Könige, von Eurem Diener Adon, König von […]. […Die Streitkräfte] des Königs von Babylon sind gekommen, sie haben (bereits) Aphek erre[icht]! (…) [Ich ersuche Euch,] Truppen zu senden, um [uns] zu retten. (…) [… Denn …] und seine guten Beziehungen hat Euer Diener bewahrt (…)!“

Zweitens zeugen davon viele – oft kultische – ägyptische Ausgrabungsfunde in Aschkelon. Die Ausgräber vermuten daher, dass die Ägypter ein kurzlebiges religiöses Zentrum in der nach wie vor florierenden Handelsstadt errichtet haben. Ähnlich wurde im großen Tempel von Ekron eine ägyptische Seitenkapelle eingerichtet. Von griechischer Präsenz wiederum zeugen große Mengen griechischer Keramik auf einem Marktplatz Aschkelons aus derselben Zeit sowie in der griechischen Niederlassung Mesad Hashavyahu nahe Javne Jam, die teils als Festung von Ägypten dienenden Söldnern, teils als griechische Handelsniederlassung interpretiert wird; außerdem kleinere Mengen in Javne Jam selbst, in Ekron und Timna. In jedem Falle ist sicher, dass damit die Philistäa Ende des 7. Jhds. endgültig zu einem Schmelztiegel der Nationen geworden war: In den großen und wirtschaftlich starken Städten tümmelten sich nun Philister, Kanaanäer, Assyrer, Ägypter, Griechen, von Assyrern hierher deportierte Bürger weiterer Länder und wahrscheinlich auch Judäer.

### Philister und Babylonier
Um die Wende zum 6. Jhd. jedoch wurde dieser Blütezeit jäh ein Ende gesetzt: Die babylonische Chronik berichtet davon, dass um 604/603 v. Chr. die babylonischen Armeen Nabū-kudurrī-uṣurs Aschkelon „in einen Trümmerhaufen verwandelt“ und Aschkelons König ins Exil geführt haben, wie dies kurze Zeit später auch Juda erging. Die umfassende Zerstörung Aschkelons ist in der Tat archäologisch auch deutlich zu erkennen. Ähnlich in Aschdod, dort aber weist die babylonische Rede vom Aschdoder Vasallenkönig und die Keramik der nächsten archäologischen Schicht darauf hin, dass die Stadt bald darauf von denselben Bewohnern wiederaufgebaut wurde, während man bei Aschkelon von einer gut 65 Jahre langen Geisterstadt-Phase ausgeht.
Auch Ekron scheint zerstört und bald darauf in viel kleinerem Stil wiederaufgebaut worden zu sein – ausgegraben wurden aus einer „persisch-hellenistischen“ und einer „römisch-byzantinischen“ Phase aber jeweils nur Teile von je einem Gebäude und aus einer „islamischen“ Phase nur Keramik, so dass unklar ist, wie groß Ekron nach dieser Zerstörung war und wann es endgültig unterging. Recht wahrscheinlich ist immerhin aufgrund der großen Mengen an Figürchen und Masken aus dem 6./5.–4. Jhd., die man im Tempelareal ausgegraben hat, dass der große Tempel in kleinerem Stil wiederaufgebaut worden war und weiter genutzt wurde. Die Bibelstelle Sach 9,5–7  kennt im 5. Jhd. Ekron noch als bewohnte Stadt, ebenso 1 Makk 10,89  im 2./1. Jhd.
Auch das Schicksal von Gat ist unsicher. Gats Ausgrabungsleiter Maeir glaubt, die Stadt sei die gesamte babylonische Zeit hindurch unbesiedelt gewesen, danach hätte es in der persischen Zeit ab ~540 v. Chr. noch einmal einen armseligen Versuch des Wiederaufbaus gegeben, doch auch dieses Unterfangen sei dann bald darauf aufgegeben und Gat endgültig verlassen worden, um erst zur Römerzeit ab dem 2. Jhd. wiederbesiedelt zu werden. In einer Favissa wurden aber u. a. babylonische Siegel gefunden, außerdem sehr viele Artefakte aus den beiden folgenden Epochen. Auch hier könnte also mindestens bis ins 3. Jhd. in einem der noch nicht ausgegrabenen Stadtteile eine Restbevölkerung gelebt haben.
Gazas Geschick in der kurzen babylonischen Phase Israels schließlich ist am wenigsten sicher, da Gaza noch nicht ausgegraben wurde. Dass Gazas König als babylonischer Vasallenkönig geführt wird (s. o.), macht wahrscheinlich, dass die Stadt zur babylonischen Zeit gab. Auch Ende der babylonischen Phase stand Gaza noch: Polybios berichtet, dass im Süden allein Gaza dem Perserkönig Kambyses Widerstand leistete. Andererseits wurden zu dieser Zeit im Kerngebiet der Babylonier aber einige Siedlungen von exilierten Bürgern Gazas errichtet; mindestens werden also nach einer Eroberung einige der Einwohner Gazas ebenso wie die Aschkeloniter und viele Judäer als Kriegsgefangene nach Babylon entführt worden sein. Aus den umgebenden Städten und Dörfern lässt sich auch nicht mehr ableiten: Qubur al-Walayida wurde komplett zerstört und blieb danach unbewohnt, Tell Haror wurde komplett zerstört und gut 100 Jahre später wiederbesiedelt, Blakhijeh wurde angegriffen, war aber auch danach bewohnt; das offenbar mehrheitlich von Phöniziern bewohnte Ruqeisch und möglicherweise Tell Jemmeh (wo ebenfalls ein babylonisches Siegel gefunden wurde) und Tell el-Fārʿa (Süd) dagegen blieben durchgängig besiedelt. Erst wieder Herodot berichtet Mitte des 5. Jhds, 150 Jahre nach dem Einfall der Babylonier, dass Gaza („Kadytis“) so groß wie Sardis sei und „von Syrern bewohnt werde, die ‚Palaistiner‘ genannt werden“.

## Transformation der Philistäa im 6.–2.Jhd.

### Die „Mythos vom leeren Land“-Debatte
Ob nach dem Einfall der Babylonier größere Zahlen an Philistern in der Philistäa gelebt haben, ist in der Forschung umstritten. Die Frage wird unter der Überschrift „Mythos vom leeren Land“ debattiert. In seiner radikalsten Variante besagt dieser „Mythos“ grob, dass nach der babylonischen Eroberung Juda, die Schefela und auch die Philistäa mehrere Jahrzehnte weitgehend brachgelegen seien. Nachdem dann die von Kyros II. angeführten Perser um 539 v. Chr. Babylon erobert hatten, so das gesamte babylonische Reich inklusive des in mehrere Provinzen aufgeteilten Palästinas unter ihre Herrschaft gekommen war und Kyros mit seinem auf dem Kyros-Zylinder überlieferten Edikt die Rückkehr aller babylonischer Exulanten gewährt hatte, sei zwar die Provinz Yehud (= Juda) von Rückkehrern aus dem Exil neu besiedelt worden, die Provinz Aschdod (= Philistäa) aber sei von den Phöniziern neu erschlossen worden, weil die Philister anders als die Judäer im Exil geblieben wären. Das andere Extrem ist die Position, es habe sehr wohl noch Philister in Südpalästina gegeben, und diese seien nicht etwa untergegangen, sondern hätten sich umgekehrt zur Zeit des judäischen Exils sogar mit Teilen der Schefela noch weitere ehemals judäische Gebiete angeeignet, wovon noch die Bibelstellen Ez 25,15–17 , Joel 4,4–6  und Obd 19  zeugten.
Es gibt neben den genannten drei Bibelstellen weitere gute Argumente dafür, auch für die Zeit nach dem babylonischen Feldzug immerhin noch von einer dezimierten Anzahl an Philistern in der Philistäa auszugehen. Die beiden wichtigsten: (1) Nimmt man den Überblick im letzten Abschnitt zusammen, gab es auch zur Zeit der Babylonier noch die Städte Aschdod, Gaza, Blakhijeh und Ruqeisch – d. h.: vier der sieben großen Küstenstädte. Auch in Javne Jam, der fünften großen Küstenstadt, konnte man für die Perserzeit zwar umfassende Baumaßnahmen nachweisen, bisher aber noch keine dem vorangegangene Zerstörung durch die Babylonier. Tell Jemmeh und Tell el-Fārʿa (Süd) gab es möglicherweise ebenfalls noch, zudem wahrscheinlich eine philistäische Restbevölkerung in Ekron und Gat.
(2) In mehreren Texten ist nach wie vor von den Philistern die Rede: Sach 9,5–7  nennt im 5. Jhd. Aschdod, Aschkelon, Ekron und Gaza den „Stolz der Philister“, Herodot spricht im selben Jahrhundert davon, dass die südliche Küste Palästinas von „‚Palaistiner‘ genannten Syrern“ bewohnt werde, und das Buch der Jubiläen erfindet im 2. Jhd. v. Chr. einen Fluch Isaaks über die „Philister“ (Jub 50,28–32), dessen Verwirklichung erst noch ausstehe (V. 33). Ernst Axel Knauf und Hermann Michael Niemann denken auch, dass die Bibelverse 2 Chr 17,11 ; 2 Chr 21,16 ; 2 Chr 26,7  aus den Chronikbüchern (4./3. Jhd.), die von einer Kooperation von „Philistern“ und Arabern sprechen, die Situation des 4. Jhds. spiegeln (s. u.).
Wahr ist aber sicherlich, dass sich mit der babylonischen Eroberung der philistäische Schmelztiegel der Nationen gewaltig geleert hatte und nun bereit war, neu gefüllt zu werden. Das geschah auch: Spätestens zur Zeit der Perser wurden Aschkelon und Aschdod wieder zu Metropolen; Gaza war wieder die größte der Küstenstädte, auch wuchsen Blakhijeh unter dem Namen „Anthedon“, Javne unter dem Namen „Jamnia“ und Jaffa unter dem Namen „Joppe“ ebenfalls zu Großstädten heran. In welchem Maß an diesem Wachstum die Philister beteiligt waren, ist wie gesagt umstritten. Unumstritten ist, dass (daneben) v. a. zwei andere Völker zunehmend Einfluss auf die Philistäa ausübten: Die Phönizier und die arabischen Idumäer.

### Phönizier in der Philistäa
Das phönizische Gebiet an der nördlichen Küste Palästinas wurde vor allem dominiert von den beiden Stadtstaaten Sidon und Tyros. Diesen beiden Städten wurden in der Perserzeit mehrere der Küstenstädte Palästinas und entlang des Libanon übereignet. Sicher ist das in der Philistäa für Jaffa: Auf dem Sarkophag des phönizischen Königs Eschmunazar II. von Sidon (539 – 525 v. Chr.) heißt es, dass er für seine Verdienste „Dor und Jaffa, die mächtigen Länder Dagāns“ erhalten habe.
Auch bei Javne Jam wird gelegentlich angenommen, dass es ab der Perserzeit phönizisch gewesen sei, da auf einer Inschrift aus dem 2. Jhd. die „Sidonier in Javne Jam“ eine Steuerbefreiung beantragten. Tatsächlich spricht aber die Inschrift gerade dagegen, da die Sidonier ihre Steuerbefreiung im Gegensatz zur restlichen Bevölkerung Javne Jams beantragen. Vergleichbar ist eine Inschrift in Athen, auf der „in Sidon lebende Sidonier“ – also Athener Sidonier mit Hauptwohnsitz in Sidon – von der Metökensteuer befreit werden, ein von Josephus zitierter Brief von „(Pseudo-)Sidoniern im [samarischen] Sichem“, in dem diese beantragen, von judäischen Strafpflichten ausgenommen zu werden, und ein Grab im idumäischen Marescha, das nach einer Inschrift einem „Apollophanes, (…) Oberhaupt der Sidonier in Marescha“ gehört. Der politische Hintergrund scheint danach zu sein, dass Phönizier in vielen gerade der wirtschaftlich zentralen Städte im Mittelmeerraum Handelsposten unterhielten und auf diese Weise auch kulturell z. B. im griechischen Athen, im samarischen Sichem, im idumäischen Marescha, im judäischen Jerusalem (siehe Neh 13,16–17 ) und eben auch im philistäischen Javne Jam präsent waren.
Bei Aschkelon geht die große Mehrheit der Historiker von ähnlichen Verhältnissen wie in Jaffa aus, da Pseudo-Skylax berichtet, dass spätestens im 4. Jhd. Aschkelon „eine Stadt der Tyrer und eine Königsresidenz [basileia]“ war. Wie genau dies zu verstehen ist, ist aber umstritten. Pseudo-Skylax könnte mit „eine Stadt der Tyrer“ auch nur sagen wollen, dass die Tyrer dort ähnlich wie die Sidonier in Javne Jam einen Handelsposten hatten, und die „Königsresidenz“ könnte zwar wirklich eine alte tyrische Residenz sein, aber ebenso gut ein Palast des persischen Gouverneurs oder der Königssitz des Aschkeloner Königs. Gegen eine politische Abhängigkeit von Tyros spricht eigentlich die Tatsache, dass Aschkelon (wie Aschdod und Gaza) ab ~420 v. Chr. eigene Münzen prägen durfte, normalerweise „das Symbol schlechthin für Autonomie“ im Perserreich. Uehlinger liest sogar aus der Tatsache, dass die Münzen dieser drei Städte ikonographisch am wenigsten Ähnlichkeiten mit persischer Ikonographie aufweisen, heraus, dass Aschkelon, Aschdod und Gaza noch autonomer waren als z. B. Sidon und Tyros. Auch die Archäologie hilft hier nicht weiter: Aschkelon hatte zwar zur Perserzeit einen auffällig phönizisierenden Charakter, aber das war vor dem Einfall der Babylonier auch nicht anders gewesen. Wirklich neu ist im perserzeitlichen Aschkelon nur, dass ab dieser Zeit in Aschkelon Götter verehrt wurden, deren Verehrung man vor dieser Zeit bisher nur in Phönizien festgestellt hat (s. auf der Seite Religion der Philister). Dennoch: Eine sehr große Mehrheit an Historikern hält zur Perserzeit die Stadt Aschkelon für eine nun phönizische Stadt.

### Idumäer in der Philistäa
Die Idumäer – ein Mischvolk aus den arabischen Kedariten und den Nachfahren der Edomiter – wurden ab dem 6. Jhd. zunehmend von den Nabatäern von der Ostseite des Jordan und vom palästinischen Negevgebirge aus nach Nordwesten gedrängt und ließen sich auch in der durch die Babylonier stark entvölkerten Schefela nieder. In den nur knapp 200 Jahren von der Perserzeit bis zur hellenistischen Zeit stieg so die Zahl an Siedlungen in der Südschefela von 55 auf 149 an. Weil gleichzeitig einige der alten Siedlungen aufgegeben oder zerstört wurden, war danach das ganze Siedlungssystem in der Schefela ausgetauscht.
Nach dieser kleinen Völkerwanderung verlief spätestens im 4. Jhd. die Grenze zwischen Yehud und Idumäa zwischen dem judäischen Bet Zur und dem idumäischen Hebron. Bei diesen Gebietsverhältnissen blieb es bis zur Zeit der Makkabäer (1 Makk 4,61 ; 1 Makk 14,33 ; s. u.), so wurden die Grenzen auch nach der Makkabäerzeit wieder gezogen. Die kleineren Orte um Gaza – Tell Jemmeh, Tell Rafah, Tell Abu Salima, Tell el-Fārʿa (Süd), Tell Haror und Tell Sera – lagen damit nun im idumäischen Gebiet. Auch der Einfluss der Idumäer lässt sich wieder v. a. in der philistäischen Religion erkennen: In Favissae in Gat, Ekron, Tell Erani und Tell Zippor, die man für gewöhnlich noch zur Provinz Aschdod rechnet, wurden Terracotta-Masken und -Figuren ausgegraben, die sonst v. a. in Idumäa bezeugt sind (s. wieder die Seite Religion der Philister).
Auch Gaza selbst hatte engen Kontakt mit diesen arabischen Idumäern. Ein verblüffendes Zeugnis für die Beziehungen zwischen Gaza und den Arabern zu dieser Zeit ist die sog. „Hierodulenliste“ von Ma'in, auf der weit südlich auf der arabischen Halbinsel fremdländische Frauen der Minäer registriert wurden: Mit großem Abstand führen Ehefrauen aus Gaza. Gaza könnte auch selbst zur Perserzeit politisch in die Hände der Araber gelangt sein. Dies wird aus einer Beschreibung der philistäischen Küste bei Herodot abgeleitet:

„Von Phönizien bis zu den Grenzen der Stadt Gaza [Kadytis] gehört's ‚Palaistiner‘ genannten Syrern. Von der Stadt Gaza aus – einer Stadt, die nach meiner Einschätzung nicht viel kleiner ist als Sardis – von dieser aus gehören die Handelsposten am Meer bis zur Stadt Ienysos [el-Ruqeisch?] dem Araber [Macaulay: ‚dem König von Arabien‘]. Von Ienysos gehört's wieder den Syrern bis zum Sirbonischen See, wo der Kasion-Berg bis zum Meer reicht.“

Ob Herodot hier aber sagt, dass die Küste bis einschließlich Gaza oder bis ausschließlich Gaza „palaistinisch“ ist, lässt sich aus seiner Äußerung selbst nicht herauslesen. Giroud hat als eine dritte Option zur Deutung vorgeschlagen, Herodot habe sagen wollen, dass Gaza ein Stadtstaat zwischen dem Gebiet der Palaistiner und dem der Araber sei. Es ist weiterhin nicht einmal sicher, ob für Herodot ab Gaza der ganze Küstenstrich den Arabern gehört oder ob nur politisch und steuerrechtlich (statt: ethnisch) die Handelsposten „dem Araber“ zugeordnet sind. Gaza selbst ist zur Perserzeit gewiss nicht nur ein „Handelsposten“, und unabhängig davon sprechen auch hier wieder die in Gaza geprägten Münzen für die Autonomie der Stadt (s. o.). Kaelin hält Gaza stattdessen für eine eingeschränkt autonome Stadt direkt unter persischer Kontrolle, Sacharja-Kommentatoren nehmen d. Ö. noch genauer wegen der Bibelstelle Sach 9,5–7  an, dass Gaza weiterhin Persien vasallenpflichtige Königsstadt war.
Falls dies wirklich vorher noch nicht der Fall war, scheinen aber spätestens im 4. Jhd. größere Zahlen an Arabern auch in die Stadt Gaza selbst gelangt zu sein: Laut dem Bericht des Alexander-Biographen Arrian musste Alexander der Große, dessen Eroberung Palästinas die hellenistische Zeit einläutete, bei einem Feldzug durch Palästina nach Ägypten die Stadt Gaza, die ihm neben Tyros als einzige noch Widerstand leistete, zwei Monate lang belagern. Nachdem er sie dann doch endlich eingenommen hatte, seien die verwitweten und verwaisten Angehörigen der gefallenen Soldaten in die Sklaverei verkauft und die derart ausgedünnte Stadt von Alexander neu mit Menschen aus der Umgebung gefüllt worden – offenbar also überwiegend mit Idumäern und Arabern.
Der Historiker und Geograph Strabon wird später die Bevölkerung Palästinas ethnisch einteilen in „Coele-Syrer, Syrer, Phönizier, Judäer, Idumäer, Gazäer und Aschdodider“. Es ist möglich, dass diese unerwartete Einteilung in Aschdodider vs. Gazäer die unterschiedliche ethnische Zusammensetzung der philistäischen Kultur widerspiegelt – phönizisch-philistäisch im Norden, idumäisch-philistäisch (Knauf/Niemann: „vollständig ‚kanaanisiert‘“) im Süden.
Die Judäer mussten sich daher ab der Perserzeit damit abfinden, wegen der Babylonier und Idumäer so sehr wie kaum je zuvor zum Zwergstaat zusammengeschrumpft zu sein, und sahen sich im Norden, Westen und Süden mit einer Gesellschaft konfrontiert, in der sich um die Philistäa herum zunehmend Phönizier, Samaritaner, Philister, Idumäer und Araber miteinander vermengten. Wahrscheinlich ist auch dies ein Faktor, der ab der Perserzeit zum judäischen Separatismus und ab dem 2. Jhd. zu den Makkabäerkriegen führte:

## Hasmonäische Philistäa im 2.–1.Jhd.?
Die Geschichte der „Makkabäer“ oder „Hasmonäer“ wird in den Makkabäerbüchern (abgekürzt: „Makk“) und in der Schrift „Jüdische Altertümer“ (abgekürzt: „JosAnt“) von Flavius Josephus geschildert. Beide sind keine neutralen Geschichtswerke: Die Makkabäerbücher sind „hasmonäische Propaganda“ (s. den Artikel zum Ersten Makkabäerbuch); Josephus war jüdischer Nationalist, der seine „Jüdischen Altertümer“ als Apologie gerade der jüngsten Geschichte des Judentums und der Hasmonäer, mit denen er verwandt war, verfasst hatte. Dass auch Josephus historisch nur eingeschränkt verlässlich ist, ist daher allgemein anerkannt. Wie sehr speziell Josephus Texte über die Küste Palästinas ideologisch überformt sind, hat Rosenfeld gezeigt. Die Berichte aus den Makkabäerbüchern und von Josephus müssen daher historisch eingeordnet werden.

### Die Philistäa in den Makkabäerkriegen
Die Geschichte der Makkabäer / Hasmonäer, die von Anfang an relevant ist auch für die Geschichte der Philister, beginnt Mitte des 2. Jhds. v. Chr. Die Philister hatten mittlerweile in den Jahren des auf das Alexanderreich folgenden Seleukidenreiches die griechische Kultur in vollen Zügen aufgesogen und waren nun weitgehend hellenisiert. Wieder sieht man das v. a. an ihrer Religion (s. den Artikel Religion der Philister); außerdem an Inschriften, aus denen zu ersehen ist, dass die Bewohner der Philistäa nun auch griechische Namen trugen.
Die Makkabäerbücher setzen damit ein, dass die Judäer von den das Land beherrschenden Seleukiden gewaltig schikaniert werden. U. a. sollen sie sich mit den Völkern um sie her vereinen, „ein Volk werden und die [jüdischen] Gesetze aufgeben“ (1 Makk 1,16−50 ).
Der judäische Unwille, sich mit anderen Völkern zu vereinen, lässt sich sogar archäologisch nachweisen: Besonders auffällig ist für judäische Orte aus dieser Zeit, dass dort ausschließlich regional produzierte Keramik verwendet wurde, während alle umliegenden Völker intensiv untereinander Handelsgüter austauschten. Dennoch sollen die Seleukiden diese Schikane noch einige Zeit weiter getrieben haben – bis „ein gewaltiger Zorn über Israel kam“ (1 Makk 1,64 ). Ganz Israel versammelt sich unter dem Banner von Juda Hammakkabi („Juda, dem Hammer“) aus der Familie der Hasmonäer, der mit Guerillataktiken den griechischen Heerscharen im Gebiet von Judäa einen Schlag um den anderen versetzt. Die Seleukiden setzen daher mit einem Heer von 5000 Infanteristen und 1000 Reitern zum Vernichtungsschlag an. Doch wieder ist Juda siegreich, sein kleineres Heer schlägt trotz schlechterer Ausrüstung die Feinde vernichtend und „jagte ihnen nach bis nach Geser [im Norden] und bis ins Gebiet von Idumäa [im Süden] und bis Aschdod und Javne Jam [im Westen]“ (1 Makk 4,15 ). Die überlebenden Feinde fliehen „ins Gebiet der Philister“ (1 Makk 4,22 ).

Entwicklung des Reichs der Hasmonäer

Es folgen weitere Siege unter der Führung von Judas und seinen Nachfolgern. Für die Geschichte der Philister relevant: Im Einzelnen werden
- unter Juda Aschdod erobert und die Aschoder „Götzenaltäre und Götzenbilder“ verbrannt (1 Makk 5,68 EU),
- unter Juda die Seestreitkräfte von Jaffa und Javne Jam vernichtet (2 Makk 12,1–15 EU),
- unter Jonatan um 150 v. Chr. Gaza belagert, die Orte ringsum geplündert und niedergebrannt und die Söhne der Adeligen Gazas als Geiseln genommen (1 Makk 11,61–62 EU),
- unter Jonatan um 147 v. Chr. Jaffa erobert und Aschdod inklusive des Götzentempel sowie den Orten ringsum niedergebrannt, woraufhin die Makkabäer Ekron und Umgebung geschenkt bekommen (1 Makk 10,76–89 EU),
- unter Simon vor 137 v. Chr. Jaffa und Geser (1 Makk 13,11.68 EU) sowie Javne (JosAnt XIII 215) erobert und
- unter Alexander Jannäus um 96 v. Chr. Blakhijeh, Rafah und Gaza zerstört und ihre Bewohner niedergemacht (JosAnt XIII 357, 362–364).

Allein Aschkelon wird nie eingenommen. Im Laufe der Makkabäerkriege soll sich damit das judäische Reich entwickelt haben wie nebenstehend abgebildet.

### Historische Einordnung
Wie viel Glauben man dem allen schenken kann, ist wegen des Charakters der Quellen unklar. Dass zunächst die Erzählungen über die Erhebung von Massen an Judäern stark übertrieben sind, ist gewiss. Die Makkabäer, die heute im israelischen Zionismus als antike Helden gelten, hatten auch in Judäa starke Opposition. Sechs oppositionelle Gruppen sind bekannt – die Essener in Qumran, die Pharisäer, die Verfasserkreise des Buchs der Jubiläen und der Psalmen Salomos, die in den Makkabäerbüchern gelegentlich erwähnten „frevlerischen und gesetzlosen“ judäischen Eliten sowie die Anhänger der Konkurrenten der Makkabäer, die von Geburt her eigentlich Anrecht auf das Hohepriesteramt gehabt hätten –; die Dunkelziffer wird noch höher sein. Das ging bis dahin, dass, als im Jahre 63 v. Chr. die Römer ihrer Herrschaft ein Ende machten, indem sie unter Pompejus Palästina eroberten und dann politisch neu ordneten, Judäer außerhalb dieser Kreise die römische Eroberung als gerechte Strafe Gottes für die Sünden der Hasmonäer anerkennen konnten:

„Gott brachte ihre Sünden ans Tageslicht, die ganze Welt musste Gottes Gericht als gerecht erkennen, [denn … sie] ließen keine Sünde mehr übrig, die sie nicht schlimmer als die Heiden übten. Darum (…) führte [Gott] heran den, der vom Ende der Erde kam, den gewaltigen Stößer [=Pompejus], verhängte Krieg über Jerusalem und sein Land.“

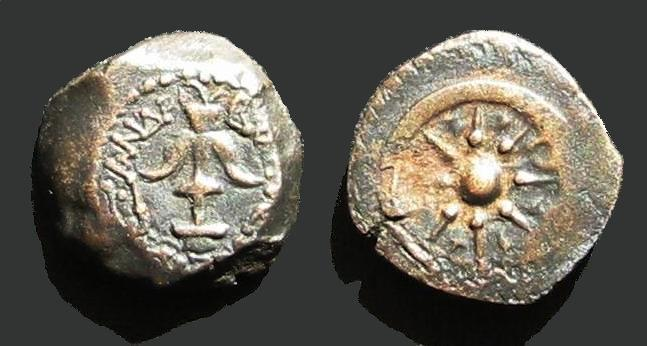
Münze von Alexander Jannaeus. Gr. Inschrift: „König Alexander“

Wie viele Judäer sich wirklich unter den Hasmonäern für Kriegszüge mobilisieren ließen, ist daher ungewiss. Der seleukidische König Alexander hatte aus diplomatischen Gründen Jonathan, den zweiten großen Makkabäer, zum Hohepriester gemacht. Jonathan und seine Nachfolger beanspruchten außerdem noch die Königswürde für sich, um so mit der absoluten geistlichen und politischen Autorität von Priesterkönigen herrschen zu können. Es ist daher nicht unmöglich, dass sich wirklich größere Zahlen an Judäern diesem Herrschaftsanspruch beugten. Die starke und gut belegte Opposition macht Josephus große Zahlen aber wenig plausibel.
Dem entspricht, dass viele von Josephus Eroberungsberichten wahrscheinlich fiktiv sind. So sollen etwa im Norden die Gebiete der Ituräer und im Süden die Gebiete der Idumäer erobert und ihre Einwohner zwangsmissioniert worden sein. Das Gebiet der Ituräer war jedoch auch danach nicht jüdisch, sondern „heidnisch“. Bei den Idumäern im Süden lässt sich eine Eroberung von Marescha gut nachweisen, bei den weiter südlich gelegenen Orten Tell Be’er Scheva, Tell Malhata und Horvat Uza – alle ungefähr auf der Höhe von Tell Rafah – jedoch nicht, und auch die Idumäer waren danach nicht jüdisch.
Ähnliches gilt für die Philistäa. Manche Zerstörungen lassen sich gut nachweisen wie insbesondere die von Geser und Javne Jam. Andere nicht. Bei Aschdod zum Beispiel hat wirklich in einem Stadtteil ein Brand stattgefunden. Dieser muss aber wegen in der Asche gefundenen Münzen nach 114 v. Chr. geschehen sein – also mindestens 33 Jahre nach der in den Makkabäerbüchern geschilderten Zerstörung Aschdods –, wonach die Gebäude auch schnell wieder aufgebaut worden sind. Auch gerade das in den Makkabäerbüchern so prominente Jaffa wurde nicht erobert und auch nicht judaisiert. Umgekehrt legen Ausgrabungen nahe, dass in der im 2. Jhd. unzerstörten Stadt sogar hellenistische Religion noch stärker gepflegt wurde als zuvor, dafür aber ab der frühen Römerzeit auch jüdische Präsenz gut nachweisbar ist.
Was die nur von Josephus berichteten Eroberungen von Blakhijeh, Gaza und Rafah angeht: Keine der drei Städte wurde bisher gründlich ausgegraben, so dass hier wenig archäologische Daten vorliegen. Sehr vertrauenswürdig ist Josephus aber nicht: Auch über den knapp 100 Jahre später stattfindenden Jüdischen Krieg berichtet er, dass z. B. Aschkelon, Blakhijeh und Gaza von Judäern „dem Erdboden gleich gemacht“ worden sein sollen, um dann wenige Zeilen später zu erzählen, dass im Gegenzug die Bewohner der nun offenbar doch nicht zerstörten Städte ihrerseits „aus Judenhass“ Tausende ihrer jüdischen Mitbürger getötet hätten. Weil Münzen gefunden wurden, die Gaza nur ein Jahr darauf prägte, ist es mindestens in diesem Fall sicher, dass es sich bei diesen Eroberungsberichten um „literarische Fiktionen [handelt], vielleicht inspiriert von [den Erzählungen über] makkabäisch-hasmonäische Angriffe auf ‚alle Nationen um sie her‘“.
Ob neben Javne Jam, Javne und Geser also wirklich auch Blakhijeh, Rafah und Gaza sowie die nun idumäischen Orte im einstigen Hinterland von Gaza von den Hasmonäern erobert oder zerstört wurden, ist sehr unsicher; in Aschdod und Jaffa sprechen die Ausgrabungsbefunde dagegen.

## Römische Philistäa bis zum 6.Jhd.

### Philistäische Städte als poleis
Auch in der Geschichte nach Josephus wurde kurz nach Alexander Jannäus Tod Palästina unter Pompejus von den Römern erobert und dabei u. a. die Küstenstädte unabhängig gemacht (Josephus: „den eingesessenen Bürgern zurückgegeben“).
Dieser Akt des Pompejus brachte gleichzeitig die Restitution des polis-Status der philistäischen Küstenstädte mit sich, den einige von ihnen schon zur hellenistischen Zeit gehabt hatten. Bei den Griechen und Römern implizierte dieser polis-Status viel: Während im Alten Israel ein Ort schon als „Stadt“ galt, wenn er umwallt war, wurde im Römischen Reich jede polis konzeptuell als eine eigene Völkerschaft betrachtet. Münzen aus Aschkelon und Gaza aus dieser Zeit trugen darum bisweilen die Aufschrift demos askalonion und demos gazaion, „[das] Volk der Aschkeloniter / Gazäer“. Demographisch musste eine Stadt eine Mindestzahl an Bürgern haben, um überhaupt diesen Status erlangen zu können, organisationell hatte jede polis ein eigenes Regierungssystem, ein eigenes Bewässerungssystem, eine eigene Stadtmauer, einen eigenen Markt, einen eigenen religiösen Kult mit eigenen Tempeln für die eigene Stadtgottheit, weitere religiöse Kulte, die in städtischen „Kultvereinen“ gepflegt wurden, und ähnliches mehr. Diesen Status hatten in der Philistäa Jaffa, Aphek, Javne, Aschdod, Aschkelon, Blakhijeh, Gaza, Rafah; später außerdem die organisationell von ihrer Hauptstadt abgetrennte Hafenstadt Gazas unter den Namen „Gaza Maiumas“ oder „Neapolis“, eine noch nicht identifizierte Stadt in der Gegend von Aschkelon mit dem Namen „Diocletianopolis“ und die Stadt Lod in der Nähe von Aphek unter dem Namen „Diospolis“. Ebenso verfuhren die Römer weiter nördlich auch mit vielen phönizischen Küstenstädten, beginnend im Süden mit dem von den Phöniziern gegründeten Apollonia in der Nähe des einstigen Tell Qasile. Auf der anderen Seite des Jordan zog sich außerdem nun eine als „Dekapolis“ bekannte Kette von poleis wieder nach Süden hinunter.
Die genauere politische Zugehörigkeit mehrerer philistäischer Städte wechselte in den nächsten Jahren häufiger: Julius Cäsar ordnete Jaffa 44 v. Chr. wieder Judäa unter, acht Jahre später schlug Marcus Antonius die Dekapolis und den größten Teil der philistäischen und phönizischen poleis inklusive Jaffa dem Gebiet seiner Geliebten Kleopatra VII. zu, wieder sechs Jahre später wurden durch Kaiser Augustus die Städte Jaffa, Javne Jam, Aschdod Jam, Blakhijeh und Gaza ins Gebiet des mittlerweile zum Klientelkönig erhobenen Idumäers Herodes des Großen eingruppiert, nachdem dieser sich seiner letzten verbliebenen hasmonäischen Konkurrenten entledigt hatte. Emil Schürer vermutet, dass dies effektiv aber auch nicht mehr bedeutete, als dass die poleis jetzt dem einen, dann dem anderen politischen Verwalter Steuern zu zahlen und Soldaten zu stellen hatten, sonst aber die internen Angelegenheiten größtenteils selbst verwalteten.
Davon abgesehen brachte die erneute Unterordnung der Küstenstädte weitere Vorteile mit sich: Herodes und sein Sohn Herodes Antipas sind bekannt für ihr umfangreiches Bauprogramm. Wohl, um sich die Loyalität der bis vor Kurzem noch freien Bürger zu sichern, investierte Herodes dabei auch massiv in die Küstenregion. So entstand Aphek ganz neu unter dem Namen Antipatris, Aschdod Jam wurde zum Pracht-Hafen „Azotus Paralius“ erweitert, Blakhijeh zur Vorzeigestadt „Agrippias“ ausgebaut und im phönizischen Norden die Stadt „Stratonsturm“ ins prachtvolle Caesarea Maritima verwandelt, das später zur neuen Hauptstadt Palästinas werden sollte. Auch bei Aschkelon nimmt man von einigen Prachtbauten an, dass Herodes sie dieser Stadt außerhalb seines Verwaltungsbereichs geschenkt habe.
Weil Herodes auch Sebaste und Cäsarea Maritima mit römischen Tempeln ausstattete und spätere Herrscher noch weitere römische Tempel in andere Städte setzten, war dieses Bauprogramm gleichzeitig Startschuss für eine neue Phase der Romanisierung und Hellenisierung der palästinischen Religion und Kultur, in deren Verlauf nun auch die weiter inlands gelegenen Städte den schon lange hellenisierten Küstenstädten ähnlicher wurden. Andere Städte, die nicht schon zur polis veranlagt oder von Herodes und späteren Herrschern zur polis erkoren wurden, gerieten ins Hintertreffen – Aschdod etwa schrumpfte nach und nach zu einem größeren Bauerndorf zusammen, das im Kreis des nun weit größeren Azotus Paralius lag.

### Judäische Aufstände und die philistäischen Städte
Von den bald auf Herodes Tod folgenden Aufständen der Judäer gegen die Römer blieb die Philistäa weitgehend unberührt; allein wieder organisationell hatte es Auswirkungen auf sie: Als die Judäer gegen Herodes Sohn Herodes Archelaos revoltierten, als um 70 n. Chr. der „Jüdische Krieg“ ausbrach, als außerhalb von Palästina von 115–117 n. Chr. der judäische Diasporaaufstand wütete und als von 132–135 n. Chr. in Judäa der Bar-Kochba-Aufstand tobte, reichten diese Revolten nicht an die Philistäa heran. Philister und Samaritaner dienten den Römern dabei aber als verlängerter militärischer Arm. Belegt sind als Auxiliartruppen z. B. eine Cohors I Ascalonitanorum aus der Umgebung von Aschkelon und eine Cohors I Sebastena aus dem Umkreis von Samaria, aus deren Namen man gleichzeitig auch darauf schließen kann, dass es jeweils mindestens noch eine „Cohors II“ gegeben haben muss.
Für die Küstenstädte bedeuteten die jüdischen Kriege also hauptsächlich, dass sie nur noch mehr an Rang und Bedeutung gewannen, weil die judäischen Orte einer nach dem anderen niedergemacht wurden und die Bewohner der anderen Regionen sich bei den Römern verdient machen konnten. Als darum etwa Ammianus Marcellinus im späten 4. Jhd. die fünf wichtigsten Städte Palästinas aufzählte, gehörte das als hellenistisch-heidnische Stadt „Aelia Capitolina“ neu errichtete Jerusalem nicht dazu, sondern neben dem phönizischen Caesarea Maritima, dem idumäischen Eleutheropolis, dem samarischen Flavia Neapolis auch die philistäischen Städte Aschkelon und Gaza. Beide entwickelten sich auch zu intellektuellen Zentren in Palästina: In Gaza entstand eine Sophistenschule, die in engem Kontakt mit der Schule von Alexandria stand und aus der z. B. die bedeutenden Redner Prokopios von Gaza und Chorikios von Gaza, die Historiker Zosimus von Gaza und Zacharias von Mytilene, der Philosoph Aeneas von Gaza und der Dichter Johannes von Gaza hervorgegangen sind. Für Aschkelon hat Joseph Geiger ganze 23 bedeutendere Intellektuelle zusammengetragen.
Die judäischen Aufstände hatten außerdem zur Folge, dass die Verwaltung Palästinas nun endgültig in römische Hand gegeben wurde: Palästina wurde zunächst unter die Kontrolle des aus der Bibel bekannten Statthalters Quirinius gestellt, später außerdem noch mit einem Akt der Damnatio memoriae von „Judaea“ umbenannt in „Palaistina“ nach dem griechischen Namen der Philister. Wie eng diese Umbenennung mit den Philistern selbst zusammenhing, ist umstritten. Louis H. Feldman z. B. denkt, die Römer hätten den Namen des „am nähsten gelegenen Volks“ – also wirklich die Volksbezeichnung der Philister – für die ganze Region gewählt, David M. Jacobson dagegen glaubt, „Palaistina“ habe sich aus unbekannten Gründen schon früher bei den Griechen und Römern als Name für die gesamte Region eingebürgert und die Umbenennung sei auch gar nicht antijudaistisch gedacht, sondern die Römer hätten für das ganze Gebiet nur einen „sinnvolleren“ Namen statt den der kleinen Provinz gesucht.  Dieser Name hielt sich auch durch die muslimische Zeit durch: Zunächst bis ins 11. Jhd. im Provinz-Namen „Jund Filastin“, dann in der Volks- und Regionsbezeichnung „Ahl Filastin“ und „Ard Filastin“ („Volk von Palästina“ und „Land von Palästina“) für die Region und ihre Bewohner, die im osmanischen Reich organisationell anders in die Distrikte Beirut und Jerusalem eingeteilt worden waren. Auch die heutigen Palästinenser verdanken so ihren Namen indirekt den Römern.

## 7. Jahrhundert: Wachstum, Desurbanisierung und Arabisierung der Philistäa
Für die Zeit um das 7. Jhd. sind drei gesellschaftliche Trends in der Philistäa festzustellen: Wachstum, Desurbanisierung und Arabisierung nach der Eroberung Palästinas durch die muslimischen Araber. Bis vor Kurzem war die Annahme sehr verbreitet, diese drei Trends hingen so zusammen: Palästina sei in der frührömischen Zeit (bis 4. Jhd.) und byzantinischen Zeit (in Palästina: 4. bis frühes 7. Jhd.) stetig gewachsen, dann aber hätten die muslimischen Eroberer diesem Trend jäh ein Ende gesetzt, die griechisch-römischen poleis mit ihren Kirchen, Kolonnadenstraßen, römischen Bädern, Theatern und Arenen zerstört und auch auf dem Land Ort um Ort niedergemacht, weshalb die Zahl an Siedlungen sich zur frühislamischen Zeit radikal reduzierte. Man konnte sich dabei auf das Zeugnis christlicher und jüdischer Autoren berufen. Seit den 2000ern aber hat sich in der Forschung eine neue Lehrmeinung etabliert:

### Wachstum und Desurbanisierung im christlichen Palästina
Die Niederschlagung des Bar-Kochba-Aufstandes läutete eine Zeit des Friedens in Palästina ein, die nur durch zwei samaritanische Aufstände im späten 5. und frühen 6. Jhd. gestört wurde. Ähnlich wie zur „Pax Assyriaca“ ging auch diese „Pax Romana“ genannte Friedenszeit mit einem gewaltigen Wachstum der Region einher. Die Städte in der Philistäa erreichten zu dieser Zeit fast sämtlich das Maximum ihrer Ausdehnung vor der Neuzeit: Zeitweise wuchsen Anthedon und Gaza beide bis auf 90 ha an, Aschkelon bis auf 52, Javne bis auf 50 ha, Azotus Paralius bis auf 40, selbst Gaza-Maiumas bis auf 30, Antipatris und Rafah bis auf 12. Allein Aschdod und Jaffa schrumpften auf 10 und 4 ha zusammen.
Noch mehr galt dies aber für die Zahl an Siedlungen im Hinterland dieser Städte:

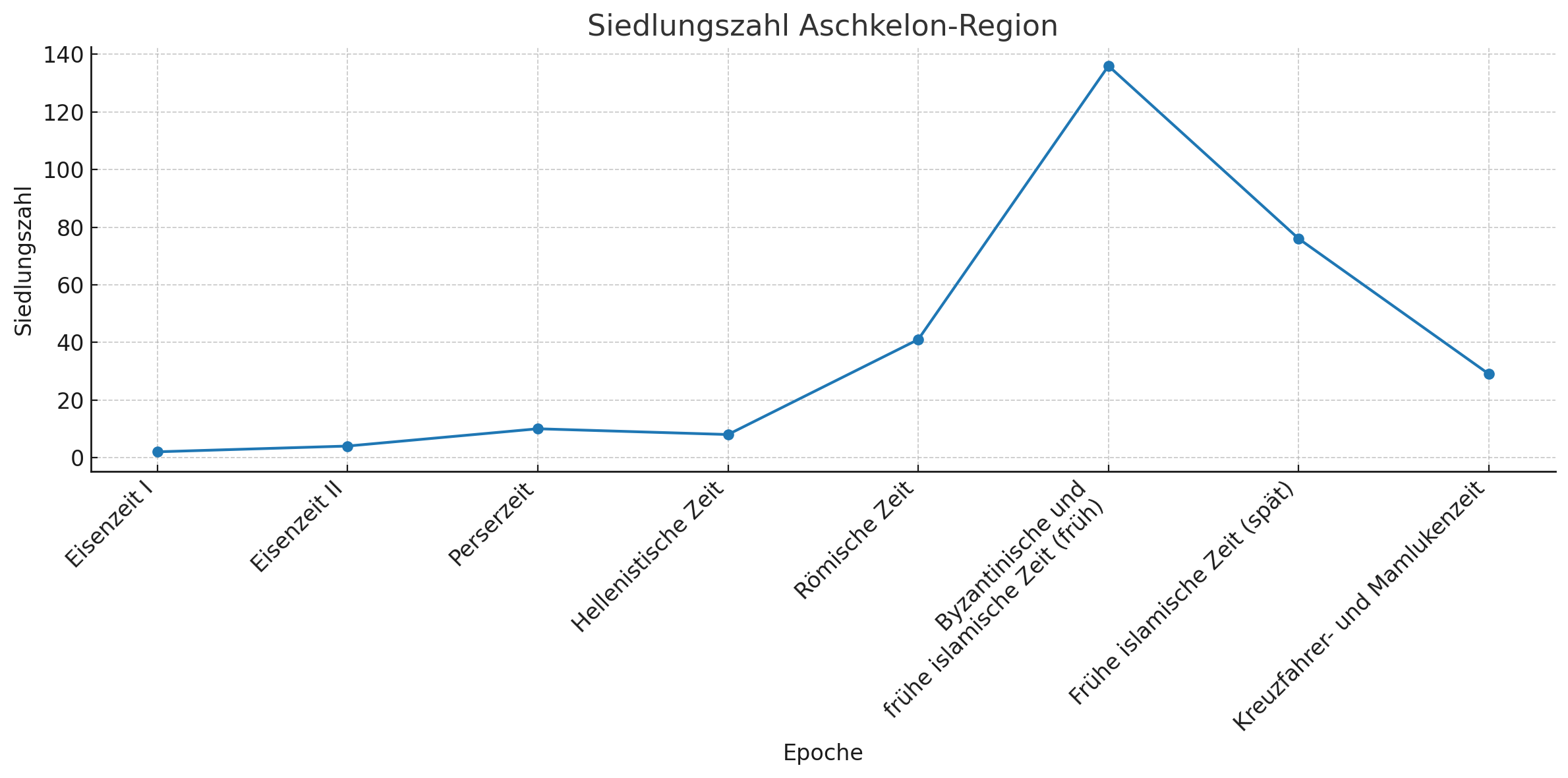
Entwicklung der Zahl an Orten in der Region um Aschkelon
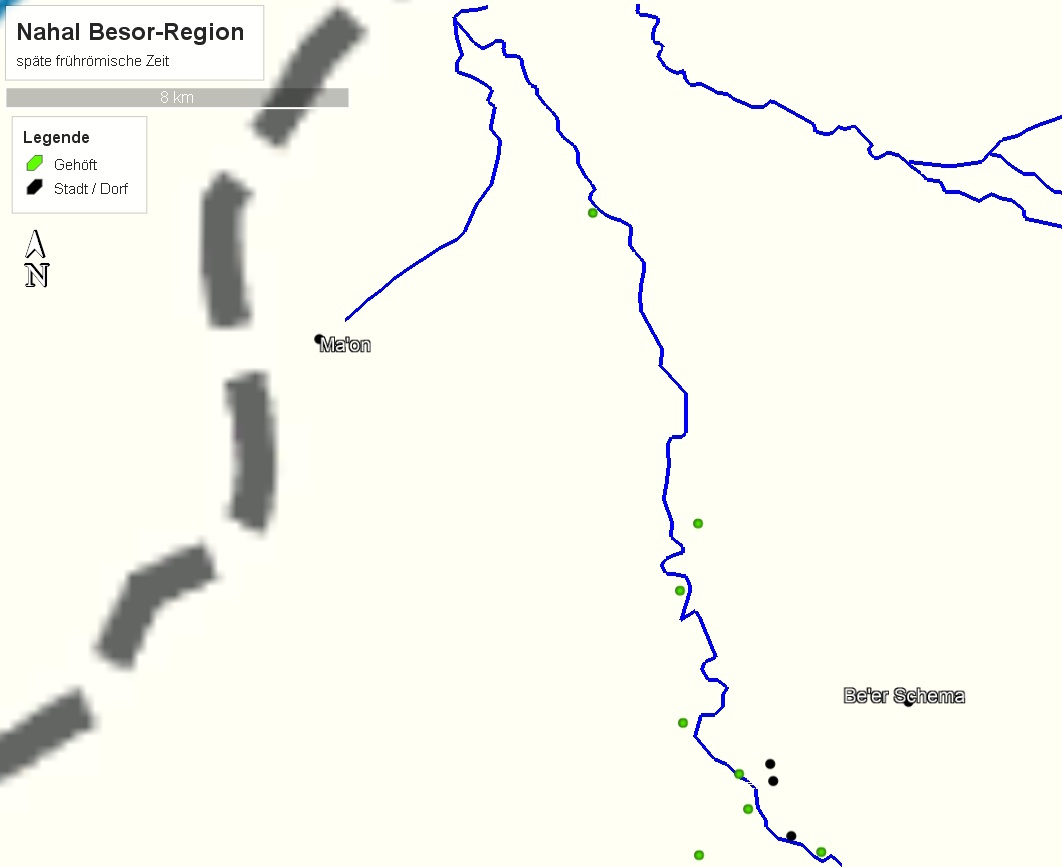
Nachal Besor-Region, frühröm. Zeit
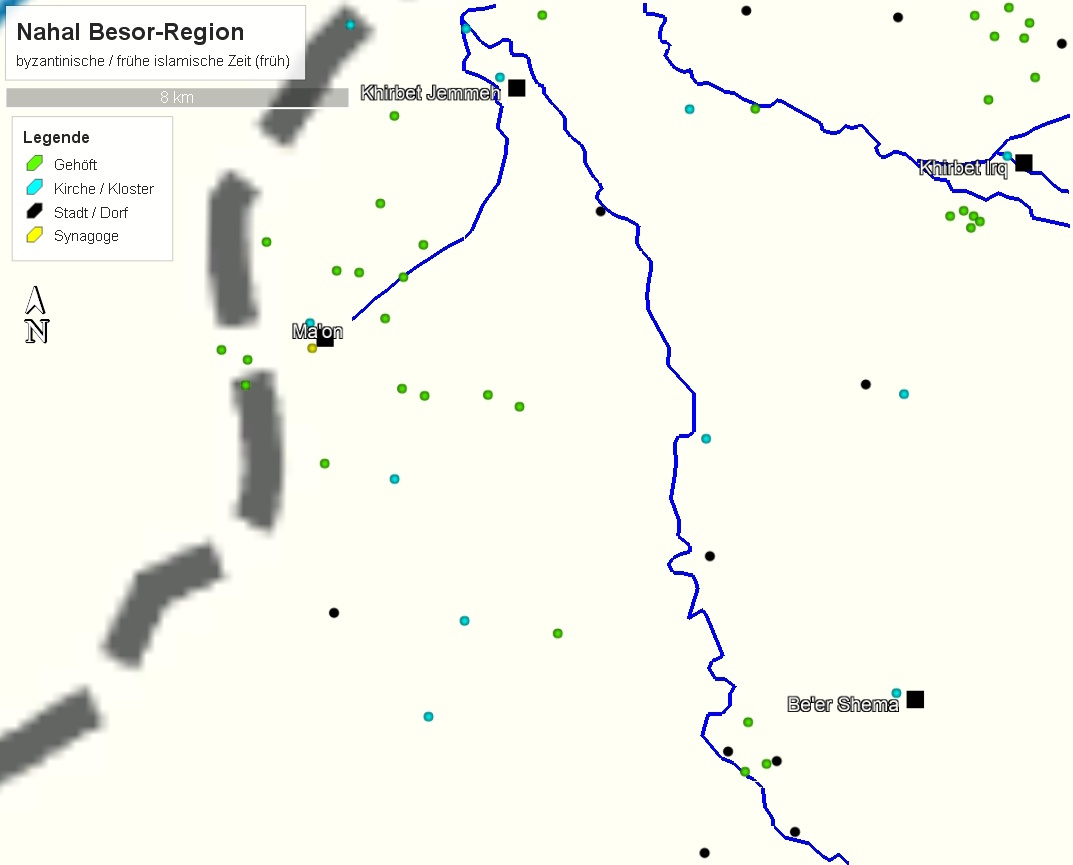
Nachal Besor-Region, byz./frühisl. Zeit

Dieser starke Anstieg der Zahl kleiner ländlicher Dörfer, Gehöfte und Klöster führte dazu, dass, obwohl palästinische poleis zu dieser Zeit oft ihre Maximal-Ausdehnung erreichten, selbst an der philistäischen Küste die Mehrheit der Bevölkerung nun auf dem Land lebte.
Seit Hugh N. Kennedys wegweisendem Artikel „From Polis to Madina: Urban Change in Late Antique and Early Islamic Syria“ wird heute außerdem angenommen, dass dieses Wachstum bereits in der byzantinischen Zeit gleichzeitig einherging mit einem Niedergang der städtischen Kultur. Grund dafür war, dass Palästina in der byzantinischen Zeit immer christlicher wurde – besonders an der Küste, wo die Christianisierung auch durch Zwang durchgesetzt wurde (s. den Artikel Religion der Philister) –, im Christentum aber gerade das Charakteristische an der römischen Stadtkultur als ein Aspekt heidnischer Kultur gesehen wurde, der überdies auch noch unchristliche Frivolität förderte. Schon in der spätrömischen und byzantinischen Zeit wurden daher diese Institutionen nach und nach gemeinsam mit den heidnischen Tempeln entweder rückgebaut oder ganz abgerissen und auch die urbane polis selbst damit „ländlicher“.

### Islamische Eroberung und Desurbanisierung
Von 602 bis 628 wurde das byzantinische Militär im Zuge des Byzantinisch-Sassanidischen Kriegs aufgerieben und erlangte nur mit Mühe wieder Kontrolle über Palästina. Obwohl die Byzantiner hierauf ein Bündnis mit mehreren Beduinen-Stämmen schlossen, die zu dieser Zeit von der arabischen Halbinsel in den Negev und nach Palästina einwanderten, hatten kurz darauf die Araber bei der Islamischen Expansion leichtes Spiel und eroberten Palästina ab 634 n. Chr. Mit der Schlacht am Jarmuk um 636 n. Chr. war der Krieg bereits weitgehend entschieden.
Mehrheitsmeinung ist heute, dass bei dieser Eroberung selbst Kirchen und Synagogen kaum zerstört wurden. Eliya Ribak etwa hat einige Ausgrabungsberichte ausgewertet, bei denen Kirchen und Klöster sich sicher datieren lassen. Ihr Ergebnis: Neun Kirchen und Klöster wurden auch nach der islamischen Eroberung weiterhin genutzt, eine(s) wurde eventuell ohne Anzeichen von Gewalt aufgegeben, und nur ein bis zwei wurden zerstört. Im Gegenteil wurden sogar während der Eroberung und danach weitere Kirchen gebaut: Bis 635 zwei Kirchen in Rihab, bis 638 eine in Eleutheropolis, bis 640 eine in Khirbat es-Samra und weitere. Itamar Taxel kann daher nun schreiben:

„(…) Es wäre nicht übertrieben zu sagen, dass es [heute] darin einen wissenschaftlichen Konsens gibt (…), dass die muslimische Eroberung der 630er in urbanen (und ländlichen) Orten archäologisch unsichtbar ist. Ausgiebige Ausgrabungen der urbanen Zentren aus der jüngeren Vergangenheit in ganz Palästina haben quasi keine Evidenz für gewaltvolle Zerstörungen von Gebäuden oder von Infrastruktur zutage gefördert. Dazu gehört selbst die Ausgrabung von Caesarea Maritima, die die muslimische Armee laut literarischen Quellen für sieben Jahre belagert und dann mit Gewalt eingenommen haben soll (…).“

Dennoch beschleunigte die islamische Eroberung den Trend der Desurbanisierung noch zusätzlich. Viele Mönche verließen Palästina im Laufe der nächsten zwei Jahrhunderte und wanderten aus. In der Philistäa etwa wurden sämtliche (!) Klöster aufgegeben. Die schiere Anzahl der byzantinischen Klöster, die so verlassen wurden, erklärt einen nicht kleinen Teil der Reduktion an Orten von der frühen frühislamischen Zeit auf die spätere frühislamische Zeit. Einige Klostergebäude wurden daraufhin von anderen Bewohnern als Keimzelle eines neuen ländlichen Dorfes oder als großes Gehöft genutzt. Auch einige Bewohner der Städte flüchteten oder zogen aus den Städten in deren Hinterland und errichteten dort weitere Farmen, was beides die Desurbanisierung Palästinas verstärkte. Ähnlich wurden griechisch-byzantinische Militärs aus den Städten ausgewiesen und ihre Häuser teilweise von Arabern bezogen,  was ein weiterer Faktor für die Schrumpfung der Städte war. Es führte außerdem dazu, dass der arabische Anteil in der Bevölkerung der Philistäa nun auch im Norden zunahm. Wenige Städte schließlich verkümmerten mit der Zeit und wurden schließlich ganz aufgegeben; wohl auch, weil mit der islamischen Eroberung viele Pilger als Wirtschaftsfaktor ausgefallen waren und die Bevölkerung nun umgekehrt durch die auf Nicht-Muslime und Nicht-Beduinen erhobene Kopf- und Grundsteuer finanziell zusätzlich belastet wurden – ein fünfter Faktor für die Desurbanisierung Palästinas.

### Islamisierung und Arabisierung
Umfassende Konversionen zum Islam lassen sich nur bei den Samaritanern nachweisen, die nach ihren beiden Aufständen in der jüngeren Vergangenheit aber einen Sonderfall in der Bevölkerung Palästinas darstellen. In der Philistäa lebten noch zur Zeit der Kreuzzüge viele Christen, in den Städten auch wenige Samaritaner und speziell in Aschkelon und Rafah eine größere Zahl an Juden. Im Einzelnen entwickelten sich die größeren philistäischen Orte wie folgt:
- Tell Qasile war zur byzantinischen Zeit wieder neu als samaritanisches Dorf gegründet worden. Nach der islamischen Eroberung schrumpfte es nur langsam wieder, bis es dann im frühen 9. Jhd. ganz verlassen wurde.
- Aphek war schon um 363 v. Chr. durch ein Erdbeben zerstört worden und blieb verlassen. Die Kreuzfahrer kannten die einst prächtige Stadt schon nur noch als Ruinenhügel in der Nähe von Quellen, der daher „Surdi Fontes“ („Stille Quellen“) getauft wurde.[187]
- Jaffa profitierte davon, dass die Araber zunächst das nahe gelegene Lod zur Hauptstadt Palästinas machten und dann ebenfalls in der Nähe Ramla als neue Hauptstadt errichteten, wohin viele Einwohner der hiernach schrumpfenden Stadt Lod umsiedelten.[188] Die Stadt entwickelte sich zu einer der wichtigsten Hafenstädte Palästinas, hatte mindestens bis zum 11. Jhd. auch einen bedeutenden jüdischen Bevölkerungsanteil, blieb außerdem auch nach der Eroberung christlicher Bischofssitz und war auch die nächsten Jahrhunderte der wichtigste Hafen für christliche Pilgerfahrten nach Palästina.[189] Später wurde die Stadt von den Kreuzfahrern erobert, blieb aber weiterhin von den ursprünglichen Einwohnern bewohnt – ausgenommen Juden, denen der neue Herrscher Gottfried von Bouillon den Zutritt verwehrte.[190] Als dann aber schließlich die Mamluken Jaffa eroberten, ermordeten sie einen Großteil der verbliebenen Einwohner.[191]
- Javne Jam und Aschdod Jam wurden zu muslimischen Festungen umgerüstet, von denen aus die Küste gegen christliche Rückeroberungs-Versuche verteidigt werden sollte, und von vielen der einstigen Bewohner verlassen. Taxel denkt, dass auch dieser Abwanderungsprozess einen längeren Zeitraum währte, friedlich ablief und die Bevölkerung ihre Städte freiwillig verließen, nachdem sie mit den Festungen militarisiert worden waren.
- Javne wurde gewaltlos erobert, von den Arabern zu einem regionalen Zentrum entwickelt und schrumpfte daher nicht stark. Bis zum 9. Jhd. sind christliche und samaritanische Einwohner bezeugt.[192] Auf die Dörfer im Hinterland von Javne hatte die Eroberung wenig Einfluss.[193] Erwähnenswert ist hier noch, dass Javne, Aschkelon und Gaza sich im Verlauf der byzantinischen Zeit wieder zu wirtschaftlichen Zentren für die Produktion von Wein entwickelt hatten, dessen Konsum im Islam verboten ist. Weinexporte dieses sog. „Gaza-Weins“ ließen erst ab 700 nach,[194] was ebenfalls zeigt, wie wenig schädlich die islamische Eroberung für die Philistäa insgesamt war. Später wurde die Stadt von Kreuzfahrern erobert, zur Kreuzfahrerburg Ibelin umgebaut, schließlich um 1187 von den Armeen Saladins erobert und gänzlich niedergebrannt.[195]
- Von Aschdod, das mittlerweile nur noch ein Großdorf im Kreis seiner Hafenstadt Aschdod Jam war, ist wenig bekannt, da die späteren archäologischen Schichten schlecht erhalten sind. Hauptsächlich weiß man, dass es den Ort auch noch im 9. und 10. Jhd. gab. In beiden Textzeugnissen, aus denen man dies ableiten kann, wird Aschdod aber nur als Ort auf dem Weg zwischen zwei anderen größeren Städten genannt;[196] auch nach der Schrumpfung von Aschdod Jam wird der Ort also nicht mehr wesentlich gewachsen sein. Um 1169 berichtet Benjamin von Tudela, dass die Stadt in Ruinen läge; offenbar wurde sie also von Kreuzfahrern zerstört.[197]
- Aschkelon wurde erst von Byzantinern während eines Rückeroberungsversuchs zerstört, darauf aber von den muslimischen Herrschern wieder aufgebaut[198] und blieb eine große und kulturell bunt durchmischte Stadt (s. den Artikel Geschichte der Stadt Aschkelon). Benjamin von Tudela verzeichnet noch zur Kreuzfahrerzeit 300 Samaritaner und 240 Juden in der Stadtbevölkerung.[199] Auch die christlichen Kirchen scheinen auch vor der Kreuzfahrerzeit in Gebrauch geblieben zu sein. Um 1247 wurde die Stadt von den Mamluken zerstört.
- Gaza wurde friedlich eingenommen[200] und war noch zur Zeit der Kreuzzüge überwiegend christlich.[201] Die Stadt wurde auch weder von den Kreuzfahrern noch von dem Mamluken zerstört.[202]
- Anthedon, Gaza-Maiumas und Rafah wurden noch nicht ausgegraben; aus kirchlichen Dokumenten geht aber hervor, dass es die ersten beiden Städte mindestens bis ins 9. Jhd. gab und beide mindestens bis dahin auch von Christen bewohnt und Bischofssitze waren. Über Rafah schrieb Yāqūt ar-Rūmī im 13. Jhd., dass die Stadt in Ruinen läge;[203] offenbar wurde sie also wie Aschkelon während der Kreuzzüge zerstört, um dann später von Beduinen neu besiedelt zu werden.

Damit endet die Geschichte der Philister. Als fast 400 Jahre nach der Islamischen Eroberung die Kreuzfahrer in Palästina einfallen, treffen sie bereits auf eine Gesellschaft, die man „proto-palästinensisch“ nennen könnte: Auf eine Gesellschaft, die immer noch zu einem großen Prozentsatz aus Christen besteht – vornehmlich Melkiten, syrisch-orthodoxe und armenisch-apostolische Christen –, in der aber selbst die Christen mittlerweile so sehr arabisiert sind, dass einige Saladin gegen die Kreuzfahrer unterstützen, während jene, die sich den Kreuzfahrern unterwerfen, von diesen nicht als ihresgleichen angenommen werden. Mit der Islamischen Eroberung wird so die Geschichte der Philister Teil der Geschichte der arabischen Bevölkerung in Palästina.

### Geschichte Palästinas
- Gösta W. Ahlström: The History of Ancient Palestine from the Palaeolithic Period to Alexander’s Conquest. With a contribution by Gary O. Rollefson. Sheffield Academic Press, Sheffield 1993, ISBN 978-1-85075-367-4
- Ernst Axel Knauf, Hermann Michael Niemann: Geschichte Israels und Judas im Altertum. De Gruyter, Berlin / Boston 2021, ISBN 978-3-11-014543-4

### Geschichte der Philister
- Trude Dothan, Moshe Dothan: Die Philister. Zivilisation und Kultur eines Seevolkes. Diederichs, München 1995, ISBN 3-424-01233-5 (Originaltitel: People of the Sea. Übersetzt von Christiane Landgrebe).
- Carl Stephan Ehrlich: The Philistines in Transition. A History of the Philistines from ca. 1000–730 B.C.E. (= Studies in the History and Culture of the Ancient Near East. Band 10). Brill, Leiden / New York 1996, ISBN 90-04-10426-7. (englisch, zugleich Dissertation Harvard University, Cambridge (MA) 1991).
- Felix Hagemeyer: Aschdod und Jerusalem. Eine archäologische und exegetische Untersuchung zu den Beziehungen von südpalästinischer Küstenebene und judäischem Bergland. Mohr Siebeck, Tübingen 2023, ISBN 978-3-16-162332-5
[Trotz des Titels auch aktuellste Zusammenschau der philistäischen Geschichte bis zur hellenistischen Zeit]

#### Herkunft, Ansiedlung und Ausbreitung
- Shirly Ben-Dor Evian: Ramesses III and the ‚Sea Peoples‘: Towards a New Philistine Paradigm. In: Oxford Journal of Archaeology. Band 36, Nr. 3, 2017, S. 267–285
- Avraham Faust, Justin Lev-Tov: The Constitution of Philistine Identity: Ethnic Dynamics in Twelfth to Tenth Century Philistia. In: Oxford Journal of Archaeology. Band 30, Nr. 1, 2011. S. 13–31.
- Ann E. Killebrew: The Philistines during the Period of the Judges. In: Jennie Ebeling u. a. (Hrsg.): The Old Testament in Archaeology and History. Baylor University Press, Waco 2019, ISBN 978-1-4813-0927-1
- Aren M. Maeir: Iron Age I Philistines. Entangled Identities in a Transformative Period. In: Assaf Yasur-Landau u. a. (Hrsg.): The Social Archaeology of the Levant. From Prehistory to the Present. Cambridge University Press, Cambridge 2019, ISBN 978-1-107-15668-5
- Aren M. Maeir: You’ve Come a Long Way, Baby! Changing Perspectives on the Philistines. In: Journal of eastern mediterranean archaeology and heritage studies. (JEMAHS) Band 10, Nr. 3–4, 2022, S. 216–239
- Jonathon Wylie, Daniel Master: The Conditions for Philistine Ethnogenesis. In: Ägypten und Levante. Band 30, 2020. S. 547–568.

#### Eisenzeit II
- Daniel M. Master: Nebuchadnezzar at Ashkelon. In: Hebrew Bible and Ancient Israel. Band 7, 2018, S. 79–92
- Nadav Na'aman: The Boundary System and Political Status of Gaza under the Assyrian Empire. In: Zeitschrift des Deutschen Palästina-Vereins. Band 120, Nr. 1, 2004. S. 55–72.
- C.L. van W. Scheepers.: The olive oil industry at Ekron and co-existence under New-Assyrian dominion: a socio-economic model for South Africa. In: Journal for Semitics. Band 15, Nr. 2, 2006. S. 590–616. (PDF: 1,3 MB)
- Itzhaq Shai: Philistia and the Philistines in the Iron Age IIA. In: Zeitschrift des deutschen Palästina-Vereins. Band 127, Nr. 2, 2011. S. 119–134
- Alon Shavit: Settlement Patterns of Philistine City-States. In: Alexander Fantalkin, Assaf Yasur-Landau (Hrsg.): Bene Israel. FS Israel Finkelstein. Brill, Leiden / Boston 2008, ISBN 978-90-04-15282-3
- Hayim Tadmor: Philistia under Assyrian Rule. In: The Biblical Archaeologist. Band 29, Nr. 3, 1966. S. 86–102.
- Moain Sadeq: An Overview of Iron Age Gaza in Light of the Archaeological Evidence. In: John R. Spencer u. a. (Hrsg.): Material Culture Matters. Essays on the Archaeology of the Southern Levant in Honor of Seymour Gitin. Eisenbrauns, Winona Lake (Ind) 2014, ISBN 978-1-57506-298-3
[über das ganze Gazastreifen-Gebiet]

#### Persische und hellenistische Zeit
- Andrea M. Berlin: Between Large Forces. Palestine in the Hellenistic Period. In: The Biblical Archaeologist. Band 60, Nr. 1, 1997, S. 2–51.
- John W. Betlyon: A People Transformed. Palestine in the Persian Period. In: Near Eastern Archaeology. Band 68, Nr. 1/2, 2005. S. 4–58
- Josette Elayi: Studies in Phoenician Geography during the Persian Period. In: Journal of Near Eastern Studies. Band 41, Nr. 2, 1982, S. 83–110
- Oren Tal: Some Remarks on the Coastal Plain of Palestine under Achaemenid Rule – an Archaeological Synopsis. In: P. Briant, R. Boucharlat (Hrsg.): L’archéologie de l’Empire achéménide: nouvelles recherches. De Boccard, Paris 2005, ISBN 978-2-7018-0195-7 (PDF: 1 MB)
- Paula R. Zajac: The Southern Coastal Levant in the Context of Mediterranean Connectivity during the Hellenistic and Early Roman Period (ca. 200 BCE–100 CE). Dissertation.

#### Römische Zeit
- Michael Avi-Yonah: The Holy Land. A Historical Geography from the Persian to the Arab Conquest (536 B.C. to A.D. 640). With Text Revisions and Toponymic Index by Anson F. Rainey. Carta, Jerusalem 2002, ISBN 965-220-502-8
- Carol A. M. Glucker: The City of Gaza in the Roman and Byzantine Periods. B.A.R., Oxford 1987, ISBN 978-0-86054-418-0
- Paula R. Zajac: The Southern Coastal Levant in the Context of Mediterranean Connectivity during the Hellenistic and Early Roman Period (ca. 200 BCE–100 CE). Dissertation.

#### Islamische Eroberung
- Gideon Avni: The Byzantine-Islamic Transition in Palestine: An Archaeological Approach. Oxford University Press, Oxford 2014, ISBN 978-0-19-968433-5
- Jodi Magness: The Archaeology of the Early Islamic Settlement in Palestine. Eisenbrauns, Winona Lake (Ind) 2003, ISBN 978-1-57506-538-0
- Andrew Petersen: The Towns of Palestine under Muslim Rule AD 600–1600. Archaeopress, Michigan 2005, ISBN 978-1-84171-821-7
- Robert Schick: The Christian Communities of Palestine from Byzantine to Islamic Rule. A Historical and Archaeological Study. The Darwin Press, Princeton 1995, ISBN 978-0-87850-081-9
- Itamar Taxel: The Byzantine-Early Islamic Transition on the Palestinian Coastal Plain: A Re-evaluation of the Archaeological Evidence. In: Semitica et Classica. Band 6, 2013. S. 73–106.